# Letiště Edinburgh
Letiště Edinburgh (anglicky: Edinburgh Airport; IATA: EDI, ICAO: EGPH) je mezinárodní letiště v Edinburghu, hlavním městě Skotska. Je vzdáleno 13 km od centra města směrem na západ. Toto letiště je osmé největší ve Spojeném království. Majitelem je společnost BAA Ltd, která vlastní také letiště Londýn-Heathrow, Londýn-Gatwick, Londýn-Stansted, Glasgow, Aberdeen a Southampton.

## Historie
Letiště bylo založeno v roce 1916 jako základna Royal Flying Corps Turnhouse Aerodrome. Své pojmenování získalo podle edinburského předměstí v jehož sousedství vzniklo. Od roku 1918 sloužilo pod názvem RAF Turnhouse jako základna Royal Air Force, které jej užívalo do doby druhé světové války. V době bitvy o Británii byla základna sídlem sektorového velitelství Turnhouse. Po skončení války bylo zahájeno smíšené využití pro vojenské i civilní dopravní letectví, které na něm od 60. let 20. století začalo převládat. Roku 1971 bylo letiště předáno do správy civilních letišť (British Airports Authority) a v roce 1997 zde byl i zbývající vojenský provoz definitivně ukončen.

## Letecké společnosti a destinace
(Aktualizováno 26. dubna 2024.)
| Letecká společnost    | Destinace          | Destinace |
| --------------------- | ------------------ | --- |
| Aegean Airlines       | Řecko              | Athény |
| Aer Lingus            | Irsko              | Dublin |
| Aer Lingus            | Spojené království | Beflast-City |
| Air Canada            | Kanada             | Sezónně: Toronto |
| Air France            | Francie            | Paříž-Charlese de Gaulla |
| Atlantic Airways      | Faerské ostrovy    | Vágar |
| British Airways       | Francie            | Sezónně: Chambéry |
| British Airways       | Itálie             | Sezónně: Florencie · Olbia |
| British Airways       | Spojené království | Londýn-City · Londýn-Heathrow \| sezónně: Southampton |
| British Airways       | Španělsko          | Sezónně: Palma de Mallorca · San Sebastián |
| Brussels Airlines     | Belgie             | Brusel |
| Delta Air Lines       | USA                | New York-JFK \| sezónně: Atlanta · Boston |
| easyJet               | Česko              | Sezónně: Praha |
| easyJet               | Dánsko             | Kodaň |
| easyJet               | Egypt              | Sezónně: Hurghada |
| easyJet               | Francie            | Lyon · Paříž-Charlese de Gaulla \| sezónně: Grenoble · Nice |
| easyJet               | Island             | Reykjavík-Keflavík |
| easyJet               | Itálie             | Benátky · Milán-Malpensa · Neapol \| sezónně: Katánie |
| easyJet               | Chorvatsko         | Sezónně: Dubrovník |
| easyJet               | Kypr               | Pafos |
| easyJet               | Německo            | Berlín · Hamburk · Mnichov |
| easyJet               | Nizozemsko         | Amsterdam |
| easyJet               | Polsko             | Krakov |
| easyJet               | Portugalsko        | Lisabon |
| easyJet               | Řecko              | Sezónně: Athény · Heráklion · Kefalonia · Korfu · Rhodos · Santorini |
| easyJet               | Spojené království | Belfast · Birmingham · Bristol · Londýn-Gatwick · Londýn-Luton · Londýn-Stensted                                                                                        |
| easyJet               | Španělsko          | Alicante · Lanzarote · Madrid · Tenerife-jih \| sezónně: Fuerteventura · Palma de Mallorca                                                                              |
| easyJet               | Švýcarsko          | Basilej · Ženeva |
| easyJet               | Turecko            | Sezónně: Antalya · Bodrum · Dalaman |
| Edelweiss Air         | Švýcarsko          | Curych |
| Eurowings             | Německo            | Düsseldorf · Kolín/Bonn · Norimberk \| sezónně: Stuttgart |
| Finnair               | Finsko             | Helsinky |
| Hainan Airlines       | Čína               | Sezónně: Peking |
| Iberia                | Španělsko          | Sezónně: Madrid |
| Jet2.com              | Bulharsko          | Sezónně: Burgas (do 1. května 2025) |
| Jet2.com              | Česko              | Sezónně: Praha |
| Jet2.com              | Francie            | Sezónně: Chambéry |
| Jet2.com              | Chorvatsko         | Sezónně: Dubrovník · Split |
| Jet2.com              | Island             | Sezónně: Reykjavík-Keflavík |
| Jet2.com              | Itálie             | Řím-Fiumicino · sezónně: Katánie (do 16. dubna 2025) · Neapol · Turín · Verona                                                                                          |
| Jet2.com              | Kypr               | Sezónně: Larnaka · Pafos |
| Jet2.com              | Malta              | Sezónně: Malta |
| Jet2.com              | Portugalsko        | Madeira \| sezónně: Faro |
| Jet2.com              | Rakousko           | Sezónně: Innsbruck · Salcburk · Vídeň |
| Jet2.com              | Řecko              | Sezónně: Heráklion · Korfu · Kos · Preveza · Rhodos · Santorini · Soluň · Zakynthos                                                                                     |
| Jet2.com              | Španělsko          | Alicante · Fuerteventura · Gran Canaria · Lanzarote · Málaga · Tenerife-jih \| sezónně: Ibiza · Menorca · Palma de Malllorca                                            |
| Jet2.com              | Švýcarsko          | Sezónně: Ženeva |
| Jet2.com              | Turecko            | Antalya \| sezónně: Bodrum · Dalaman · Izmir |
| JetBlue               | USA                | Sezónně: New York–JFK |
| KLM                   | Nizozemsko         | Amsterdam |
| Loganair              | Norsko             | Bergen |
| Loganair              | Spojené království | Cardiff · Exeter · Kirkwall · Man · Newquay · Shetlandy · Southampton · Stornoway                                                                                       |
| Lufthansa             | Německo            | Frankfurt · Mnichov |
| Norwegian             | Dánsko             | Kodaň |
| Norwegian             | Norsko             | Oslo \| sezónně: Bergen |
| Norwegian             | Švédsko            | Stockholm |
| Qatar Airways         | Katar              | Dauhá |
| Ryanair               | Albánie            | Tirana |
| Ryanair               | Belgie             | Brusel-Charleroi |
| Ryanair               | Bulharsko          | Sofie |
| Ryanair               | Česko              | Praha |
| Ryanair               | Dánsko             | Billund · Kodaň |
| Ryanair               | Francie            | Marseille · Nantes · Paříž-Beauvais · Toulouse \| sezónně: Bergerac · Béziers · Biarritz · Bordeaux · Poitiers                                                          |
| Ryanair               | Chorvatsko         | Sezónně: Zadar |
| Ryanair               | Itálie             | Bari · Benátky · Bergamo · Bologna · Neapol · Palermo · Pisa · Řím-Ciampino                                                                                             |
| Ryanair               | Irsko              | Cork · Dublin · Knock · Shannon |
| Ryanair               | Litva              | Kaunas |
| Ryanair               | Lotyšsko           | Riga |
| Ryanair               | Malta              | Malta |
| Ryanair               | Maďarsko           | Budapešť |
| Ryanair               | Maroko             | Agádír · Marrákeš |
| Ryanair               | Německo            | Berlín · Düsseldorf-Weeze · Hamburk |
| Ryanair               | Nizozemsko         | Eindhoven |
| Ryanair               | Polsko             | Gdaňsk · Krakov · Poznaň · Vratislav |
| Ryanair               | Portugalsko        | Lisabon · Porto |
| Ryanair               | Rakousko           | Vídeň |
| Ryanair               | Rumunsko           | Bukurešť |
| Ryanair               | Řecko              | Rhodos \| sezónně: Korfu |
| Ryanair               | Slovensko          | Bratislava |
| Ryanair               | Spojené království | Belfast · Bournemouth · Londýn-Stensted \| sezónně: Newquay |
| Ryanair               | Španělsko          | Alicante · Barcelona · Fuerteventura · Gran Canaria · Lanzarote · Madrid · Málaga · Santander · Sevilla · Tenerife-jih \| sezónně: Ibiza · Palma de Mallorca · Valencie |
| Ryanair               | Švédsko            | Göteborg |
| Scandinavian Airlines | Dánsko             | Sezónně: Kodaň |
| Scandinavian Airlines | Švédsko            | Stockholm |
| SunExpress            | Turecko            | Antalya \| sezónně: Dalaman · Izmir |
| Transavia             | Nizozemsko         | Rotterdam |
| Transavia France      | Francie            | Paříž–Orly |
| Turkish Airlines      | Turecko            | Istanbul |
| United Airlines       | USA                | New York-Newark \| sezónně: Chicago · Washington |
| Virgin Atlantic       | USA                | Sezónně: Orlando |
| Vueling               | Španělsko          | Barcelona |
| WestJet               | Kanada             | Sezónně: Calgary · Halifax · Toronto |